# محوطه گبرحصار ایرج و فریمان
محوطه گبرحصار ایرج و فریمان مربوط به سده‌های اولیه دوران‌های تاریخی پس از اسلام است و در شهرستان اسفراین، روستای ایرج و فریمان واقع شده و این اثر در تاریخ ۸ مرداد ۱۳۸۱ با شمارهٔ ثبت ۵۹۵۱ به‌عنوان یکی از آثار ملی ایران به ثبت رسیده است.